# Wurstpappe

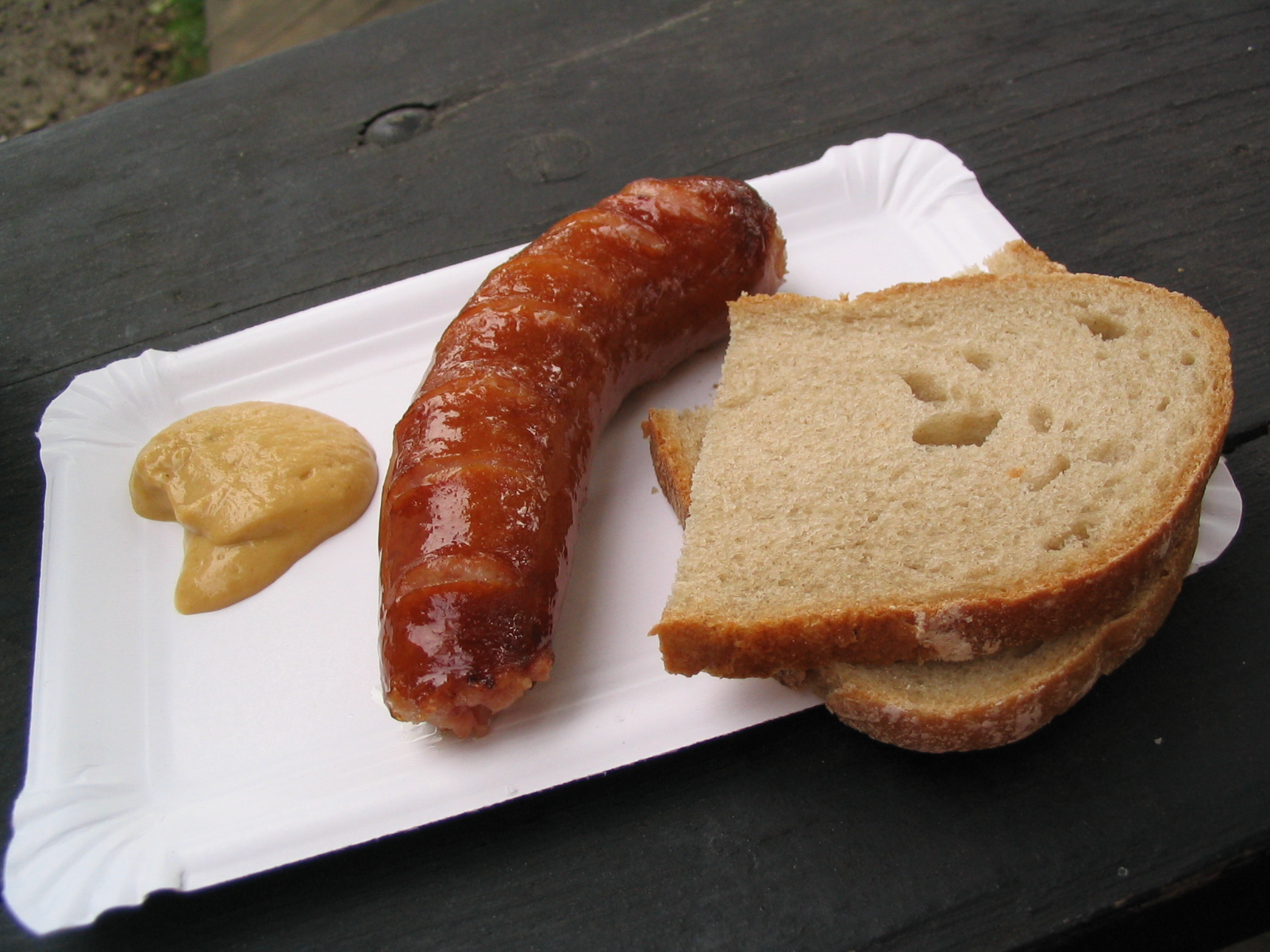
Bratwurst mit Brot und Senf auf einer Wurstpappe

Als Wurstpappe wird ein kleiner rechteckiger Teller aus Pappe bezeichnet, der dazu dient eine gebratene oder erhitzte Wurst wie Bratwurst, Bockwurst oder Wiener Würstchen oder Ähnliches zu servieren.
Wurstpappen sind eine kleinere Variante des Papptellers und zudem eine Alternative zum Servieren bzw. zum Verzehr der Wurst etc. direkt im Brötchen, das in manchen Regionen eher üblich ist. Beim Servieren auf Wurstpappe wird meist ein – oft kleineres – Brötchen oder eine Scheibe Grau- oder Toastbrot als Beigabe zur Wurst gereicht, oft auch ein „Klecks“ Senf.
Die Variante „mit Abriss“, bei der ein kleines Stück Pappe an einer Sollbruchstelle/Perforation abgetrennt werden kann, wird verwendet, um sich nicht die Finger beim Konsum der Nahrungsmittel zu verschmutzen oder zu verbrennen. Alternativ werden dazu als „Wurstanfasser“ auch fertig zugeschnittene Pappstreifen genutzt, die als Zubehör zu Wurstpappen im Handel erhältlich sind. Die einfachste Form des „Fingerschutzes“ stellt beim Servieren auf Wurstpappe ein meist halbes und teilaufgeschnittenes Brötchen oder eine „zusammengefaltete“ Brotscheibe dar.

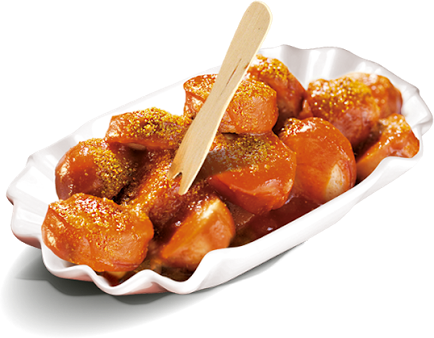
Currywurst auf einem der Form einer gebogenen Wurstpappe nachempfundenen Teller

Wurstpappen werden meist im Gastronomiebereich als Einweggeschirr verwendet, insbesondere an Imbiss- und Wurstständen, in Biergärten und Festzelten etc. oder bei Veranstaltungen, sowie teils auch in der Systemgastronomie bzw. im Fast-Food-Segment und im sonstigen Außer-Haus-Verkauf. Sie sind aber auch im Freizeitbereich und im privaten Bereich anzutreffen, wie zum Beispiel bei Feiern mit vielen Personen bis hin zu Straßenfesten oder beim Grillen im Freien etc. Es gibt außerdem Porzellangeschirr im Design von Wurstpappen.

## Trivia
Der deutsche Aktionskünstler Joseph Beuys signierte 1978 eine Wurstpappe: „Ich ernähre mich durch Kraftvergeudung“. Das Kunstobjekt wurde u. a. im Jahr 2015 im Richard-Haizmann-Museum in Niebüll ausgestellt.
2010 wurde der Schenkungsvertrag über den Eigentumswechsel von Kieferts Wurstpavillon in Bremen auf einer Wurstpappe niedergeschrieben.